# Chiesa dei Santi Pietro e Paolo (Gerenzano)
La chiesa dei Santi Pietro e Paolo è la parrocchiale di Gerenzano, in provincia di Varese ed arcidiocesi di Milano; fa parte del decanato di Saronno.

## Storia
La prima citazione di una chiesa a Gerenzano risale al 932.
Nel 1095 tale chiesa è attestata come filiale della pieve d'Appiano Gentile; tale situazione è confermata nel Liber Notitiae Sanctorum Mediolani. Inoltre, da un atto del 1357 si apprende che la chiesa di San Pietro a Gerenzano era una collegiata.

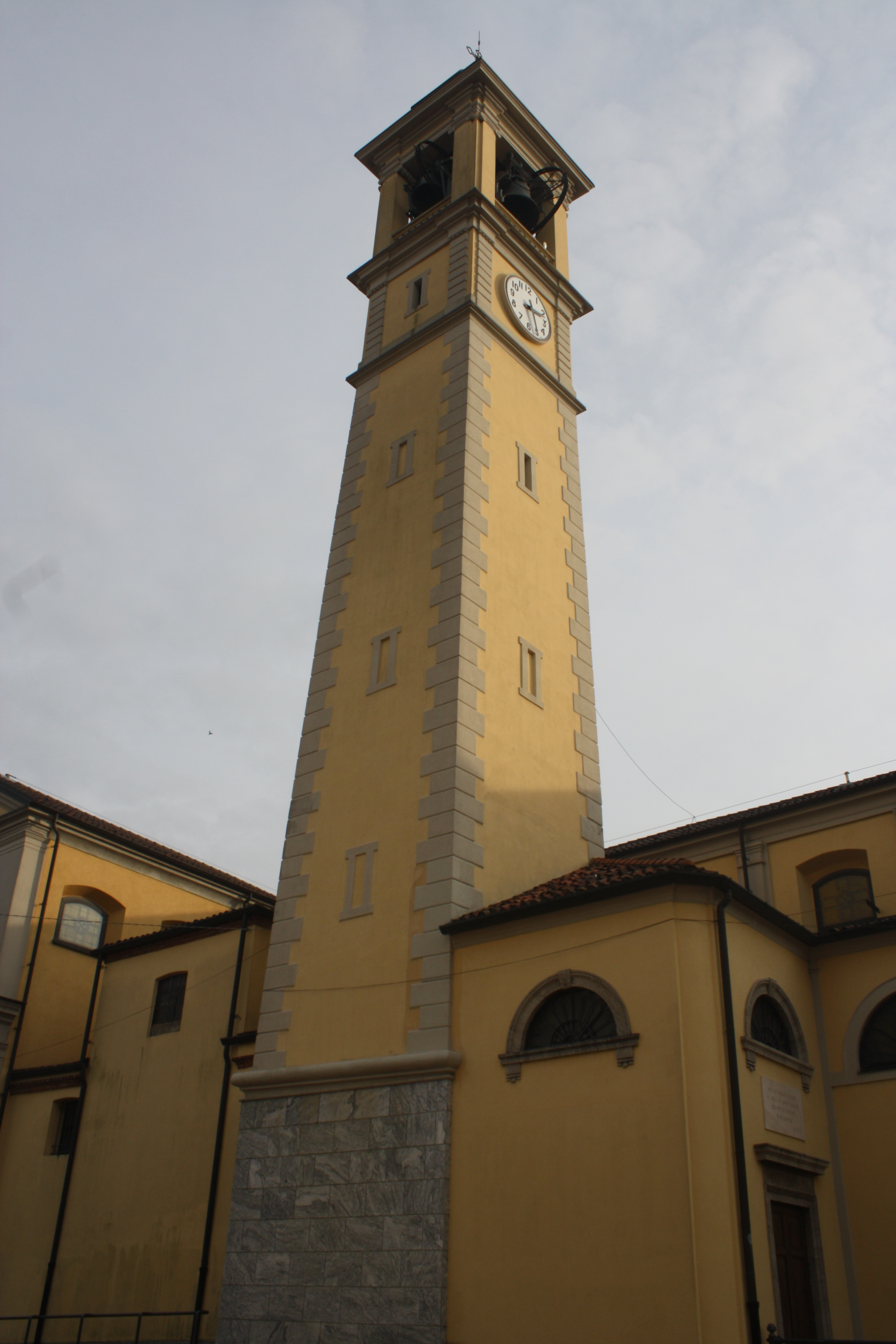
Il campanile

Nella relazione della visita del 1579 di Vincenzo Antonio, delegato dall'arcivescovo Carlo Borromeo, si legge che la chiesa si presentava a tre navate, che era dotta di campanile, che l'altare maggiore, rivolto ad oriente, si trovava nell'abside imbiancata e che vi erano gli altari laterali di San Zenone, di Santo Stefano edi Santa Caterina.
Nel 1685 l'arcivescovo di Milano Federico Borromeo, compiendo la sua visita pastorale, annotò che la chiesa parrocchiale di Gerenzano ospitava sei altari.
Grazie agli atti relativi alla visita del 1747 dell'arcivescovo Giuseppe Pozzobonelli si conosce che la chiesa era stata rifatta a causa delle cattive condizioni in cui precedentemente versava e che in essa avevano sede confraternite del Santissimo Sacramento e della Dottrina Cristiana.
Nel 1791 la chiesa divenne sede di un vicariato foraneo in luogo.
Tra il 1854 e il 1865 la parrocchiale venne ampliata e allungata di due navate su progetto dell'architetto Ignazio Corti, anche se già nel 1843 era stata ventilata l'ipotesi di un ingrandimento. Nel 1897 il campanile venne sottoposto ad una ristrutturazione e il 15 aprile 1899 la chiesa fu consacrata dall'arcivescovo Andrea Carlo Ferrari
Un ulteriore ampliamento venne condotto tra il 1911 e il 1913 e il 24 luglio 1930 il nuovo altare maggiore venne consacrato dall'arcivescovo cardinal Ildefonso Schuster.
Tra il 1943 e il 1947 l'interno dell'edificio venne abbellito con degli affreschi eseguiti dal bergamasco Umberto Marigliani.
Nel 1971, come stabilito dal decreto emesso l'11 marzo di quell'anno dall'arcivescovo Giovanni Colombo, il vicariato foraneo di Gerenzano venne soppresso e la chiesa passò al decanato di Saronno.

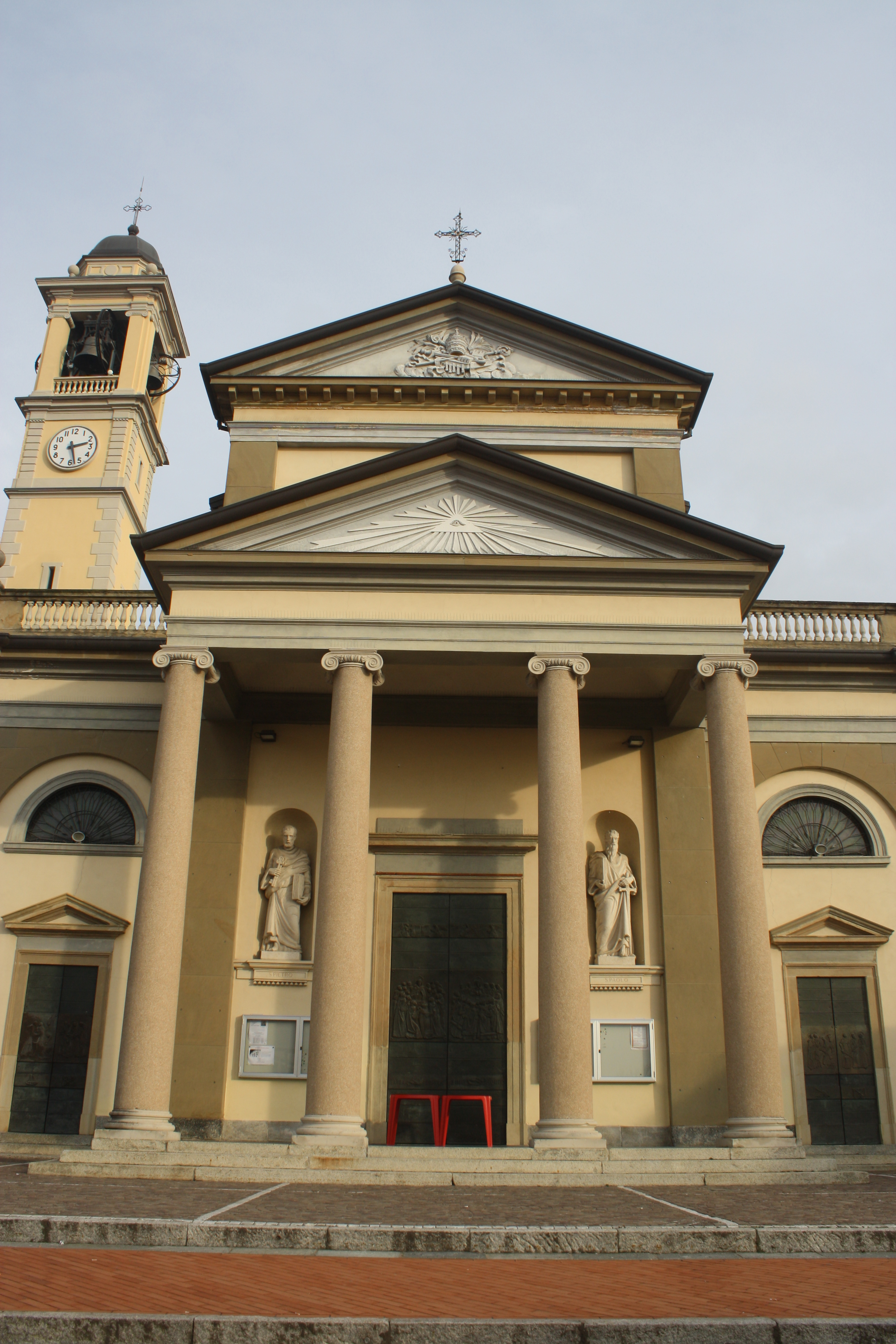
La facciata

Nel 1995 il tetto della chiesa fu oggetto di un consolidamento e nel 2000 anche il campanile venne restaurato.

## Descrizione

### Facciata
La facciata della chiesa è in stile neoclassico ed è a salienti; la parte centrale è introdotta da un pronao tetrastilo timpanato ed è coronata da un timpano di forma triangolare, mentre al culmine delle parti laterali vi sono delle balaustre.
Ai fianchi del portale maggiore s'aprono due nicchie ospitanti altrettante statue, mentre nelle due parti laterali della facciata sono presenti altri due portali, sopra i quali vi sono due finestre semicircolari.

### Interno
L'interno della chiesa è a tre navate con transetto, sulle quali si aprono le cappelle laterali del Battistero, di Sant'Antonio di Padova, di San Carlo, del Sacro Cuore Immacolato di Maria, di Santa Caterina e di Santo Stefano Protomartire; nel punto in cui la navata incrocia io transetto è presente una cupola.
Opere di pregio qui conservate sono una pala ritraente San Carlo, risalente al 1610, la tela avente come soggetto Santa Caterina con dei santi, eseguita forse nel Seicento, e la pala raffigurante Santo Stefano Protomartire.